# Fußball-Landesklasse Brandenburg 1946–1952
Die Fußball-Landesklasse Brandenburg war eine von fünf anfangs obersten Fußball-Landesklassen auf dem Gebiet der Sowjetischen Besatzungszone und der Deutschen Demokratischen Republik. Sie wurde von 1946 bis 1952 ausgetragen und ermittelte den Fußballmeister des Landes Brandenburg. Nach Einführung der DDR-Oberliga und der DDR-Liga war die Landesklasse ab der Saison 1950/51 nur noch drittklassig.

## Geschichte
Bereits ab 1945 kam es zu einzelnen Meisterschaften auf kommunaler Ebene, die Austragung einer Zonenmeisterschaft wurde jedoch untersagt. Überliefert sind die SG Cottbus-Ost als Sieger in Cottbus, die SG Babelsberg als Sieger in Potsdam und die SG Frankfurt als Sieger in Frankfurt (Oder). Ab 1946 erfolgte die Austragungen von Landesmeisterschaften auf Bundeslandebene. 1946/47 wurde der Landesmeister per K.-o.-System ermittelt, für die Austragung qualifizierten sich jeweils zwei Vereine aus vier regionalen Ligen. 1947/48 wurde ein ähnliches System angewandt, hier qualifizierten sich die Sieger aus sechs regionalen Ligen für die K.-o.-Runde. In beiden Spielzeiten wurde die SG Cottbus Ost brandenburgischer Fußballmeister. Bei der 1948 neu eingeführten Fußball-Ostzonenmeisterschaft 1948, bei der die Sieger und Vizemeister der einzelnen Landesmeisterschaften aufeinander trafen, erreichte Cottbus das Viertelfinale.
Ab der Spielzeit 1948/49 wurde die Landesmeisterschaft im Rundenturnier ausgetragen. 1948 spielten jeweils zehn Vereine in den Staffeln Ost und West, die Sieger der beiden Staffeln trafen in Finalspielen aufeinander. Die SG Babelsberg gewann die Landesmeisterschaft Brandenburgs, bei der Fußball-Ostzonenmeisterschaft 1949 schied der Verein jedoch ebenfalls bereits im Viertelfinale aus. Mit Einführung der DDR-Oberliga war die Fußball-Landesklasse Brandenburg ab der Spielzeit 1949/50 zweitklassig. Diese wurde ab dieser Saison eingleisig mit 14 Mannschaften ausgetragen. In einem Entscheidungsspiel setzte sich die ZSG Großräschen gegen die ZSG Textil Cottbus durch. Mit diesem Sieg durfte der Verein an der Aufstiegsrunde zur DDR-Oberliga 1950/51 teilnehmen, scheiterte in dieser jedoch. Er stieg stattdessen mit drei weiteren Mannschaften in die neu gegründete zweitklassige DDR-Fußball-Liga 1950/51 auf.
Mit Gründung der DDR-Liga zur Spielzeit 1950/51 war die Landesklasse nur noch drittklassig. Das Turnierformat wurde beibehalten, der Landesmeister Brandenburgs stieg direkt in die DDR-Fußball-Liga auf. Da im Sommer 1952 die Länder in der DDR liquidiert wurden und an ihre Stelle 14 Bezirke traten, musste sich der DDR-Fußball der neuen Verwaltungsstruktur mit seinem Ligensystem anpassen. Die Landesligen wurden aufgelöst und durch 14 Bezirksligen ersetzt.

## Landesmeister
| Saison  | Landesmeister Brandenburg | Finalist / Zweitplatzierter |
| ------- | ------------------------- | --------------------------- |
| 1946/47 | SG Cottbus-Ost            | SG Forst-Mitte              |
| 1947/48 | SG Cottbus-Ost            | SG Babelsberg               |
| 1948/49 | SG Babelsberg             | BSG Franz Mehring Marga     |
| 1949/50 | ZSG Großräschen           | ZSG Textil Cottbus          |
| 1950/51 | Einheit Spremberg         | SG Süden Forst              |
| 1951/52 | BSG Motor Süd Brandenburg | BSG Aktivist Welzow         |